# Bembibre
Bembibre ist eine Gemeinde im nordwestlichen Zentral-Spanien in der Provinz León in der Autonomen Gemeinschaft Kastilien-León. Sie ist eine der einwohnerreichsten Gemeinden der Provinz. Bembibre besteht aus verschiedenen Ortsteilen.

## Geschichte
Die Stadt hat mittelalterliche Ursprünge und stammt aus der Zeit der Wiederbesiedlung des Bierzo durch Alfons IX. im 12. Jahrhundert. Die Existenz einer Burg, mehrerer Kirchen und einer Synagoge sind ein Beweis für die Bedeutung der Stadt im Mittelalter, als sich die Hauptsiedlung im heutigen Stadtteil Villa Vieya (Alte Villa) befand, dessen oberer Teil um die wenigen Ruinen eines großen Schloss aus dem 14. Jahrhundert, von dem nur noch die Grundmauern erhalten sind und der heute zu einem Platz umfunktioniert wurde, befand.

## Bevölkerungsentwicklung
| Jahr        | 1842  | 1900  | 1950  | 1981  | 1991   | 2001   | 2011  |
| ----------- | ----- | ----- | ----- | ----- | ------ | ------ | ----- |
| Einwohner   | 1 796 | 3 495 | 4 760 | 9 295 | 10 744 | 10 148 | 9 851 |
| Quelle: INE |       |       |       |       |        |        |       |

## Wirtschaft
Auch wenn die Gemeinde vom Bergbau abhängt, hat sie ihre Wirtschaft mit einigen Industrien diversifiziert, in denen die Brennereien von Branntwein und Likören und die chemische Industrie hervorstechen. Die Gemeinde liegt im Weinanbaugebiet Bierzo.